# Humilhação pública
A humilhação pública, vexame ou vergonha pública é uma forma de punição cuja principal característica é a desonra ou desgraça de uma pessoa, geralmente um infrator ou prisioneiro, especialmente em um lugar público. Foi regularmente usado como uma forma de punição sancionada judicialmente nos séculos anteriores, e ainda é praticado por diferentes meios na era moderna.

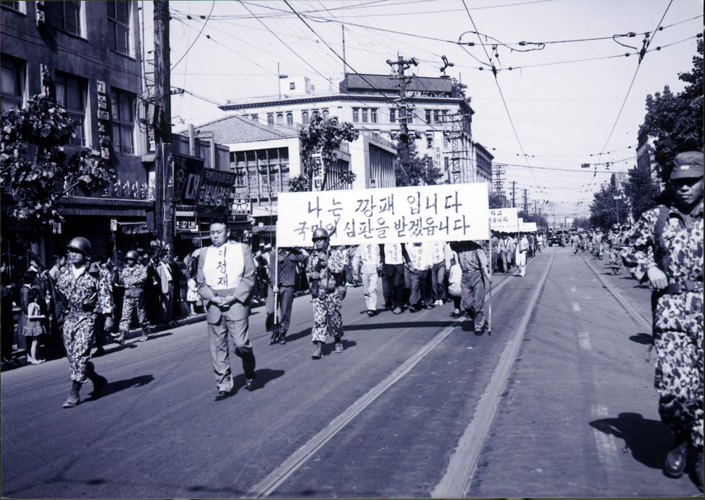
O líder da gangue sul-coreana Lee Jung-jae sendo envergonhado desfilando pelo regime militar de Park Chung-hee (1961)

Nos Estados Unidos, foi uma punição comum desde o início da colonização europeia até o século XIX. Ele caiu em desuso no século XX, embora tenha visto um renascimento a partir da década de 1990.

## Exposição vergonhosa

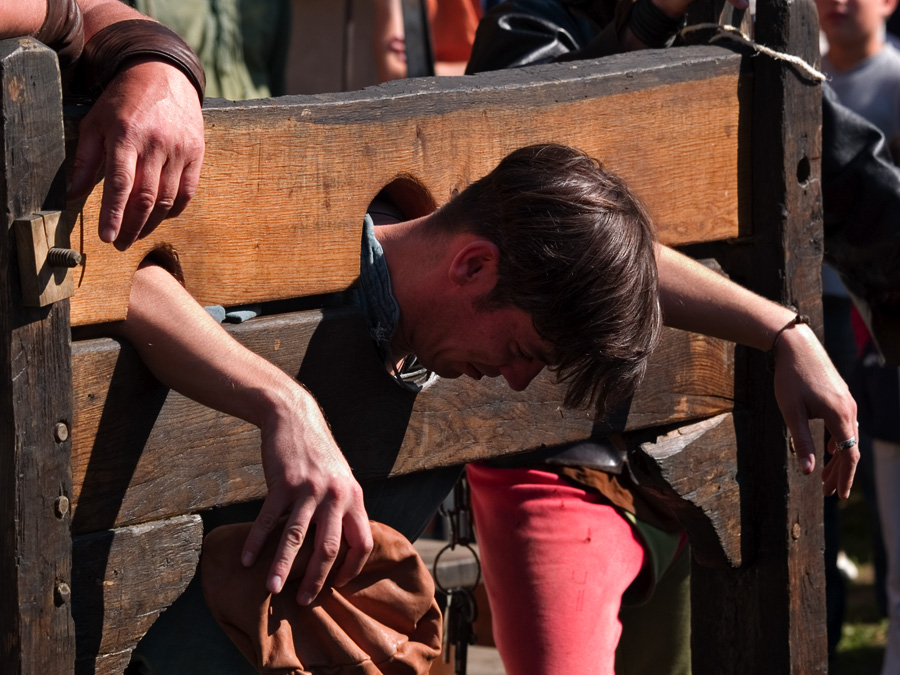
Pelourinhos eram uma forma comum de punição

A humilhação pública existe em muitas formas. Em geral, um criminoso condenado a uma das muitas formas dessa punição pode esperar ser colocado em um local central, público ou aberto para que seus concidadãos possam testemunhar facilmente a sentença e, ocasionalmente, participar dela como uma forma de "oclocracia".
Assim como as formas dolorosas de punição corporal, ela tem paralelos com as punições educacionais e outras particulares (mas com algum público), na escola ou no contexto disciplinar doméstico e como um rito de passagem. As formas físicas incluem ser forçado a usar algum sinal como "orelhas de burro" (simulado no papel, como um sinal de que alguém é — ou pelo menos se comportou — proverbialmente estúpido), usar um chapéu de burro, ter que ficar de pé, ajoelhar-se ou curvar-se em um canto, ou escrever algo repetidamente em um quadro negro ("Não vou espalhar boatos", por exemplo). Aqui, diferentes níveis de desconforto físico podem ser adicionados, como ter que segurar objetos pesados, andar descalço (veja abaixo) ou ajoelhado em uma superfície irregular. Assim como o castigo físico e o trote severo, eles se tornaram controversos na maioria das sociedades modernas, em muitos casos levando a restrições legais e/ou abolição (às vezes voluntária).

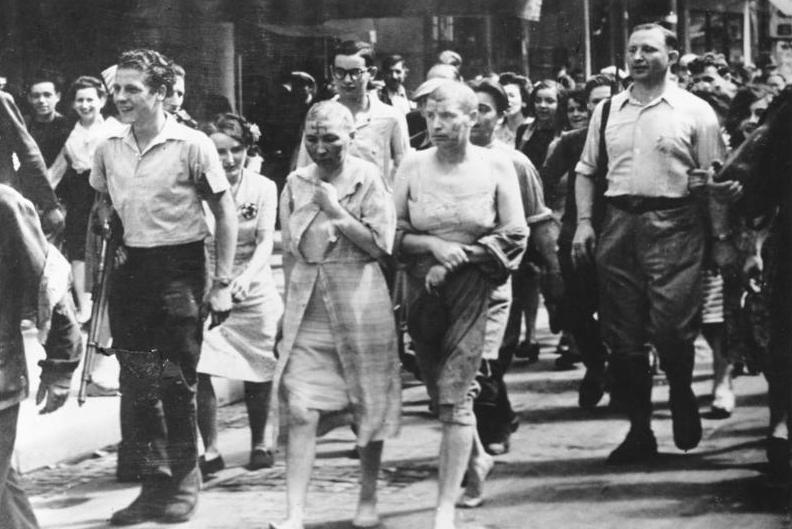
Paris, 1944: francesas acusadas de colaboração com nazistas tiveram a cabeça raspada e desfilaram pelas ruas descalças

Raspar a cabeça pode ser uma punição humilhante prescrita por lei, mas também algo feito como "justiça da multidão" — um exemplo claro disso foram as milhares de mulheres europeias que tiveram suas cabeças raspadas na frente de uma multidão que aplaudia no rastro da Segunda Guerra Mundial, como punição por se associar com ocupantes nazistas durante a guerra. O corte público foi aplicado a colaboradores (verdadeiros ou alegados) depois que os Aliados libertaram territórios ocupados das tropas nazistas.
Forçar as pessoas a andarem descalças tem sido usado como uma forma relativamente fácil e mais sutil de humilhação na maioria das culturas civilizadas do passado e do presente, principalmente usando o contraste visual com a forma padrão de aparência enquanto cria algum nível de desconforto físico. A exposição de pés descalços freqüentemente servia como um indicador de prisão e escravidão ao longo da história antiga e moderna. Mesmo hoje, os prisioneiros oficialmente têm que andar descalços em muitos países do mundo e também são apresentados em tribunal e apresentados ao público descalços. Como os sapatos são comumente usados por todas as classes sociais desde a antiguidade na maioria das sociedades civilizadas, mostrar um cativo ao público descalço simboliza tradicionalmente a perda de posição social e autonomia pessoal. Geralmente também causa um grau considerável de humilhação, já que esse detalhe perceptível normalmente separa o prisioneiro dos espectadores visualmente e demonstra a vulnerabilidade e impotência geral da pessoa..
Outros meios de humilhação e degradação pública consistem em obrigar as pessoas a usarem roupas tipificadoras, que podem ser trajes de penitência ou uniformes prisionais.
Expor prisioneiros ao público em restrições (como algemas, correntes ou dispositivos semelhantes) também serve como uma forma conveniente de humilhação pública além dos aspectos primários de segurança. O efeito é complementado com a apresentação da pessoa com uniforme de prisão ou roupas semelhantes.